# Meurtre de Giulio Regeni
Giulio Regeni, né le 15 janvier 1988 à Trieste en Italie, est un étudiant de l'université de Cambridge, assassiné en Égypte après son enlèvement le 25 janvier 2016. Giulio Regeni préparait un doctorat au Girton College de l'université de Cambridge et menait en Égypte des recherches sur les syndicats ouvriers indépendants. Il a grandi à Fiumicello, une ville de la province d'Udine, au Nord-Est de l'Italie.

## Découverte du corps
Le corps mutilé et à moitié dénudé de Regeni est découvert dans une banlieue du Caire le 3 février 2016, dans un fossé bordant l'autoroute qui relie Le Caire à Alexandrie. Sa dépouille montre des signes de torture extrême : son corps est entièrement couvert de contusions et d'abrasions provoqués par des coups répétés, d'hématomes considérables causés par des coups de pied, de poing et de bâton ; on dénombre plus de vingt-quatre fractures dont sept côtes cassées, l'ensemble des doigts et des orteils, ainsi que les jambes, les bras et les omoplates ; de multiples blessures à l'arme blanche sur le corps y compris la plante des pieds, faites peut-être à l'aide d'un pic à glace ou d'un instrument similaire ; de nombreuses coupures sur l'ensemble du corps infligées à l'aide d'un instrument tranchant, sans doute un rasoir ; de nombreuses brûlures de cigarettes ; une brûlure plus grande entre les omoplates causée par un objet dur et brûlant ; une hémorragie cérébrale ; une vertèbre cervicale brisée, qui au bout du compte a causé sa mort.

## Enquêtes
Les autorités italiennes et égyptiennes ont réalisé séparément des autopsies sur le corps de Regeni. Le 1er mars 2016, un représentant médico-légal égyptien rapporte que Regeni a été interrogé et torturé pendant une durée qui pourrait aller jusqu'à sept jours, par intervalles de 10 à 14 heures d'affilée, avant d'être finalement tué. Les conclusions de l'autopsie égyptienne n'ont pas été rendues publiques. Un rapport de 300 pages des conclusions de l'autopsie italienne a été remis au bureau du procureur de Rome, qui a démenti les précédentes déclarations au sujet de signes de chocs électriques administrés aux organes génitaux de Regeni.
Le 24 mars 2016, la police égyptienne abat lors d'une fusillade quatre hommes présumés responsables de l'enlèvement de Regeni. Selon un message posté sur la page Facebook officielle du ministère de l'Intérieur, la bande était spécialisée dans l'enlèvement et la rançon d'étrangers. Lors d'une descente de police dans l'appartement d'un des membres de cette bande, la police égyptienne déclare avoir trouvé de nombreux effets appartenant à Regeni, dont son passeport et sa carte d'étudiant. Cependant, le bureau du procureur du Nouveau Caire a ensuite démenti que la bande criminelle soit impliquée dans ce meurtre.
Le 8 avril 2016, l’Italie annonce avoir rappelé son ambassadeur en Égypte pour consultation, en signe de protestation contre les lenteurs de l’enquête menée sur l’assassinat, que les autorités égyptiennes ont d’abord présenté comme « un accident de la route » puis comme « un crime à caractère sexuel » et, enfin, comme « un rapt crapuleux qui aurait mal tourné ».
Le 11 avril 2016, le ministère italien du Commerce annonce le retrait de sa licence d'exportation à la société Hacking Team, une entreprise italienne spécialisée dans les logiciels d'espionnage qui compte le gouvernement égyptien parmi ses clients étatiques.
Le 21 avril 2016, l'agence Reuters publie une enquête accablante, basée sur les témoignages de membres de la police et des services de renseignement. Selon ces sources, Giulio Regeni aurait été interpellé au Caire le soir du 25 janvier par des policiers en civil près de la station de métro Gamal Abdel Nasser, avant d'être conduit au commissariat d'Izbakiya du centre ville dans un minibus blanc portant des plaques d'immatriculation réservées à la police. Il aurait été ensuite rapidement transféré au centre de la Sécurité nationale de Lazghouli. Les sources disent ignorer ce qui lui est arrivé par la suite.
Plusieurs agresseurs ont été identifiés comme Majdi Ibrahim Abdel-al-sharif de grade Major, Osan Helmy de grade capitaine et trois autres personnes de l'Agence égyptienne de sécurité nationale. Ce crime comprenait les meurtres d'un gang criminel le 24 mars 2016, ils ont blâmé le gang pour le meurtre de l'étudiant, mais les procureurs ont conclu que ladite organisation se trouvait à 60 kilomètres au moment du crime,,.

## Accusations contre le gouvernement égyptien
Du fait des activités de recherche de Giulio Regeni et de ses inclinations politiques à gauche, les services de sécurité du gouvernement d'Abdel Fattah al-Sissi sont fortement soupçonnés d'être impliqués dans son assassinat. En premier lieu, Regeni a disparu le soir du cinquième anniversaire de la révolution du 25 janvier, en pleine vague d’arrestations dans les milieux révolutionnaires. D'autre part, les marques retrouvées sur son corps témoignent d’une mort lente sous l’effet de tortures couramment pratiquées par les forces de sécurité. Enfin, les prétendues « pistes » lancées dans la presse égyptienne pour discréditer l'étudiant italien, présenté en espion étranger ou comme homosexuel, ont été vues comme des tentatives d’étouffer l’affaire.
De leur côté, les médias officiels et le gouvernement égyptiens démentent cette interprétation, et soutiennent que des agents secrets appartenant aux Frères musulmans auraient agi sous couverture, pour gêner le gouvernement égyptien et déstabiliser les relations entre l'Italie et l'Égypte.

## Réactions de la communauté internationale

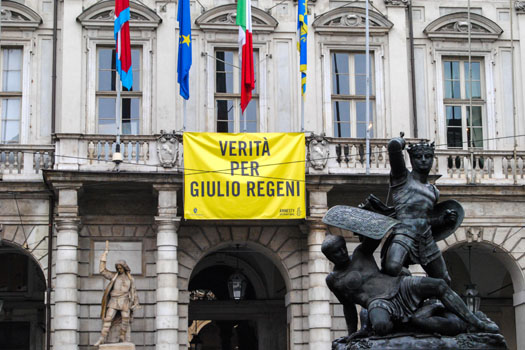
Banderole « La vérité pour Giulio Regeni » (« Verità per Giulio Regeni ») sur l'hôtel de ville de Turin, Italie.

Le supplice et la mort horrible de Giulo Regeni ont suscité un scandale mondial. Plus de 4 600 universitaires ont ainsi signé une pétition réclamant une enquête sur sa mort et sur les nombreuses disparitions qui ont lieu tous les mois en Égypte. La branche italienne d'Amnesty International a lancé le 24 février 2016 la campagne Verità per Giulio Regeni (« La vérité pour Giulio Regeni »). Au cours d'une conférence de presse, un de ses représentants a par la même occasion dénoncé la banalité de la mort sous la torture en Égypte ainsi que les « disparitions forcées », dont le quotidien italien Corriere della Sera a recensé 532 cas en huit mois. Une pétition a aussi été mise en ligne sur Change.org, qui a reçu plus de 100 000 signatures.
Le 10 mars 2016, le Parlement européen a adopté une motion pour une résolution condamnant la torture et l'assassinat de Giulio Regeni et les violations des droits de l'homme en cours par le gouvernement du maréchal al-Sissi en Égypte. La résolution a été adoptée à une écrasante majorité.

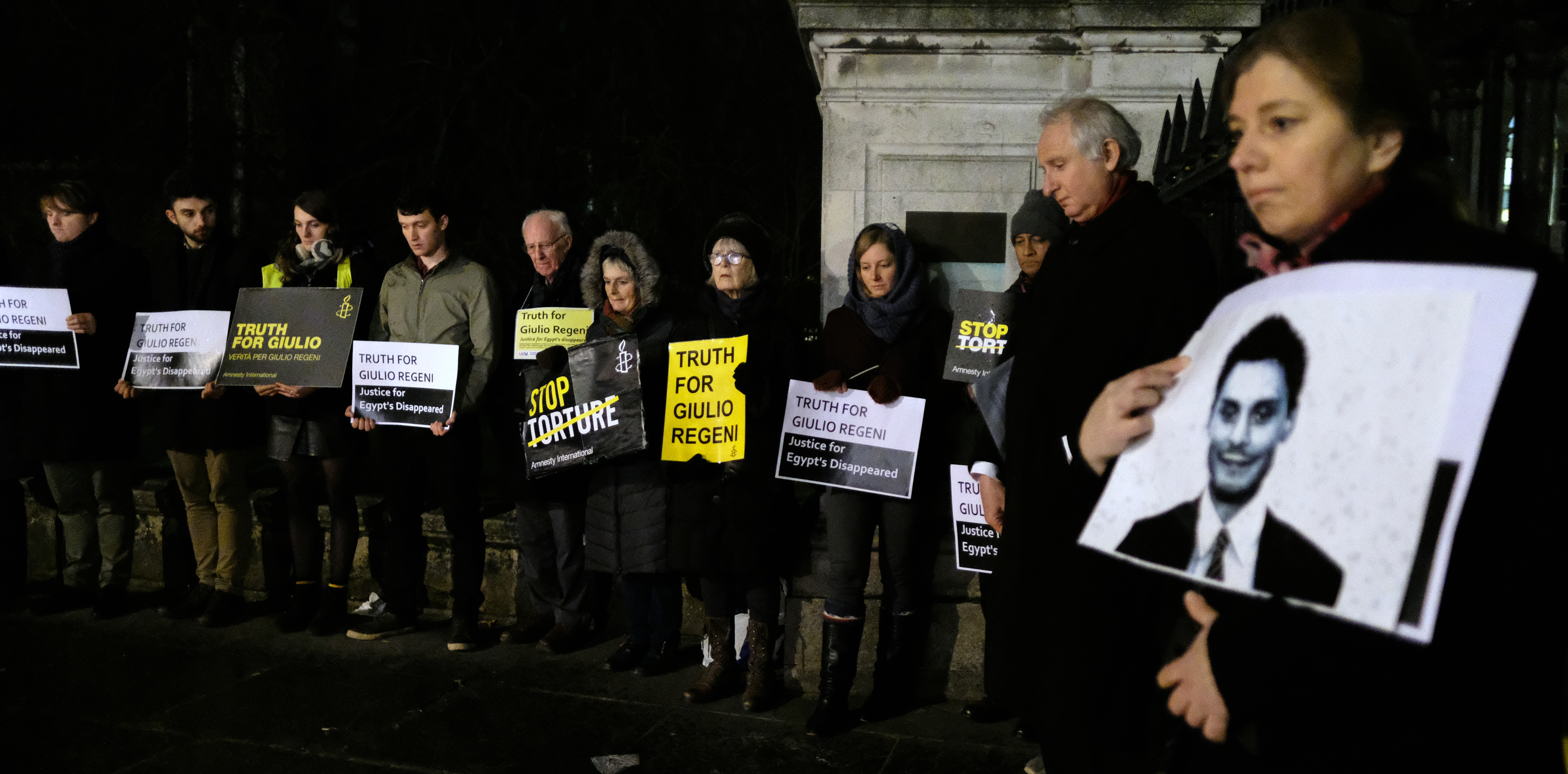
Veillée en mémoire de Giulio Regeni à l'appel d'Amnesty International, le 3 février 2017 à Cambridge, Royaume-Uni.

Le 12 avril 2016, le gouvernement britannique, jusqu'alors silencieux sur la question, déclare avoir soulevé le cas de la mort de Regeni auprès des autorités égyptiennes, et avoir exigé une enquête complète et transparente. Cette déclaration intervient à la suite d'une pétition ayant recueilli plus de 10 000 signatures au Royaume-Uni, demandant au gouvernement britannique de garantir une enquête complète sur cet assassinat.
Le 14 avril 2016, un éditorial du New York Times qualifie de « honteux » le silence de la France face aux demandes de l'Italie de faire pression sur l'Égypte,.
Le 14 décembre 2020, en réaction à la décoration d'Abdel Fattah al-Sissi par Emmanuel Macron, l'écrivain italien Corrado Augias annonce qu'il rend sa Légion d'honneur à la France, refusant de partager cet honneur avec le président égyptien. Il déclare que « le président Macron n’aurait pas dû concéder la Légion d’honneur à un chef d’État qui s’est objectivement rendu complice d’atroces criminels »,.